# Pterolophia mortoni
Pterolophia mortoni là một loài bọ cánh cứng trong họ Cerambycidae.